# Joseph Hergenröther
Joseph Hergenröther (Würzburg,  15 de setembro de 1824 - Bregenz, 3 de outubro de 1890) foi um Cardeal alemão.

## Vida
Ele nasceu em 15 de setembro de 1824 em Würzburg, filho do médico Johann Jacob Hergenröther e sua esposa Eva Maria Horsch. Ele foi batizado pelos nomes de Joseph Adam Gustav. Ele frequentou um ginásio em Würzburg, e depois estudou filosofia e teologia na Universidade de Würzburgo. Em 1848, foi enviado a Roma para estudar no Collegium Germanicum, mas não concluiu os estudos devido à turbulência política. Em 28 de março de 1848 foi ordenado sacerdote. No mesmo ano voltou à sua terra natal e iniciou os estudos na Universidade de Munique, onde em 1859 obteve o doutoramento em teologia. Após a formatura, ele se tornou capelão e professor da Universidade de Munique. Nos anos de 1852 a 1879, ele foi reitor da Faculdade de Teologia da Universidade de Würzburg  Ele participou do Concílio Vaticano I, do qual foi um defensor zeloso (especialmente do dogma da Infalibilidade papal). Em 1877 ele se tornou o prelado de Sua Santidade, e logo depois - o Prefeito da Casa Pontifícia. Em 12 de maio de 1879 foi nomeado cardeal diácono e recebeu a diaconia de San Nicola in Carcere. Em 9 de junho, foi nomeado Arquivista da Igreja Romana. Ele morreu em 3 de outubro de 1890 em Bregenz. Ele foi o autor de muitas obras no campo da teologia, direito canônico e história da igreja.